# Shawn James (músico)
Shawn James (Chicago, 23 de septiembre de 1986) es un músico estadounidense de blues, folk y rock, conocido por su trabajo como solista y con su banda The Shapeshifters.

## Primeros años
Shawn James nació en 1986 en Chicago. Cuando era niño, asistió a la iglesia pentecostal local, cantando en el coro de la iglesia. También tomó clases de orquesta y voz en la escuela secundaria.

## Carrera
Shawn James empezó su carrera trabajando en estudios de música como técnico de sonido. Pero en 2012 se mudó con su esposa Michelle, de Nashville al pueblo de Fayetteville para dedicarse a tiempo completo a elaborar su música en una habitación que convirtió en estudio, además de tocar en las calles de Fayatteville.
Ese mismo año, lanzó su primer álbum como solista Shadows. En 2013, formaría la banda Shawn James & The Shapeshifters en conjunto con unos músicos locales. Después de haber lanzado tres álbumes como solista, un álbum en vivo y tres álbumes con The Shapeshifters.

## Éxito viral
La primera vez que la música de Shawn James se volvió viral fue cuando su actuación de American Hearts de AA Bondy, filmada en un santuario de lobos en Colorado, se publicó en Reddit . [3] Desde entonces, su música ha sido utilizada como tema para " Yukon Men " de Discovery Channel, [4] y presentada en " Reckless " de CBS [5] y " Shameless " de HBO . [6] Ganó prominencia cuando Sony PlayStation presentó la canción 'Through the Valley', elegida como banda sonora en el trailer de presentación de "The last of us 2". [7] [8] Esta exposición generó más de 3 millones de reproducciones en Spotify, encabezando la lista viral de Spotify en el Reino Unido. [9] Después de esto, James llegó a un acuerdo editorial con Raleigh Music Group. [10] En 2018, firmó con Parts + Labor Records. [11]

## Discografía

### Álbumes de solista
- Shadows (2013)
- Deliverance (2014)
- Barabbas (2014)
- On the Shoulders of Giants (2016)
- Live at the Hearthbreak House (2018)
- The Dark and The Lights (2019)
- Honor & Vengeance (2023)

### Álbumes con The Shapeshifters
- The Wolf (2013)
- The Bear (2013)
- The Hawk (2014)
- The Covers (2014)
- The Gospel According to Shawn James & The Shapeshifters (2017)[2]